# استرلینگ هایدن
استرلینگ هایدن (انگلیسی: Sterling Hayden؛ زاده ۲۶ مارس ۱۹۱۶ درگذشته ۲۳ مهٔ ۱۹۸۶) هنرپیشه و افسر اهل ایالات متحده آمریکا بود. از فیلم‌هایی که وی در آن نقش داشته است، می‌توان به پدرخوانده، دکتر استرنجلاو، ۱۹۰۰، کشتن، جنگل آسفالت، نه تا پنج ، جانی گیتار و سادنلی اشاره کرد.

## گزیده فیلمشناسی
- ویرجینیا (۱۹۴۱)
- ال پاسو (۱۹۴۹)
- ستاره (۱۹۵۲)
- چنان بزرگ (۱۹۵۳)
- جانی گیتار (۱۹۵۴)
- جنگل آسفالت (۱۹۵۰)
- دکتر استرنجلاو (۱۹۶۴)
- ۱۹۰۰ (۱۹۷۶)
- نه تا پنج (۱۹۸۰)
- زهر (۱۹۸۱)
- سادنلی (۱۹۵۴)
- پدرخوانده (۱۹۷۲)
- پادشاه کولی‌ها (۱۹۷۸)